# 크리스 디커슨 (보디빌더)

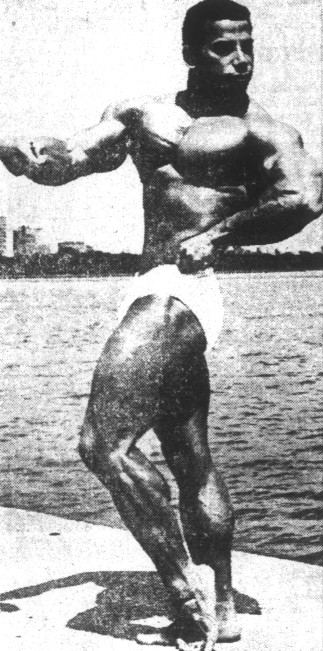

크리스 디커슨(영어: Chris Dickerson, 1939년 8월 25일~2021년 12월 23일)은 미국의 전직 보디빌더로, 1982년 미스터 올림피아에서 우승했다.

## 긱주
1. ↑  1982 Mr. Olympia Chris Dickerson Reportedly Dies At Age 82